# Villiers-en-Désœuvre
Villiers-en-Désœuvre è un comune francese di 915 abitanti situato nel dipartimento dell'Eure nella regione della Normandia.

## Società

### Evoluzione demografica
Abitanti censiti